# Chiromyscus
Chiromyscus es un género de roedor de la familia Muridae.

## Distribución geográfica
Se encuentra en el este de la India, Laos, Birmania, Tailandia, Vietnam y extremo sur de China.

## Especies
Se reconocen las siguientes:
- Chiromyscus chiropus
- Chiromyscus langbianis
- Chiromyscus thomasi